# Nagelschmiedeaufstand
Der Nagelschmiedeaufstand war eine Protestbewegung gegen die sozialen Folgeerscheinungen der Mechanisierung in der Industriellen Revolution im  sächsischen Erzgebirge.

## Hintergrund
Der Übergang von der handwerklichen zur industriellen Produktion führte im 19. Jahrhundert auch im Königreich Sachsen zu politischen Unruhen. Häufig war die Zerstörung von Maschinen oder neu errichteten Fabriken ein Versuch, die von Fabrikanten beabsichtigte Ersetzung von qualifizierten Arbeitern durch Ungelernte zu verhindern oder gegen Verschlechterungen der Lohn- und Arbeitsbedingungen zu protestieren. Die Reformvorhaben der sächsischen Regierung in den 1830er Jahren löste das aufgestaute Konfliktpotential nur kurzzeitig.

## Geschichte
Der Aufstand der Nagelschmiede im oberen Erzgebirge brachte am 29. März 1848 einen Sturm auf Nagelfabriken in Elterlein und in Mittweida bei Markersbach mit Plünderungen und Zerstörungen. Vorbild waren auch hier die Maschinenstürmer in den Ländern des Deutschen Bundes und in anderen Teilen Europas. In Elterlein betraf es die Leinbrocksche Fabrik und in Mittweida die Maschinennagelfabrik von Gustav Jahn, die aus einem Drahthammer hervorgegangen war.